# Theridion cocosense
Theridion cocosense är en spindelart som beskrevs av Embrik Strand 1906. Theridion cocosense ingår i släktet Theridion och familjen klotspindlar.
Artens utbredningsområde är Costa Rica. Inga underarter finns listade i Catalogue of Life.